# 2-га гвардійська армія (СРСР)
2-га гварді́йська а́рмія (2 гв. А) — гвардійська загальновійськова армія у складі Збройних сил СРСР під час Німецько-радянської війни з 1942 до 1945 та післявоєнний час.

## Командування
- Командувач:
  - генерал-майор, з лютого 1943 генерал-лейтенант Крейзер Я. Г. (жовтень — ноябрь 1942 та лютий — липень 1943)
  - генерал-лейтенант Малиновський Р. Я. (листопад 1942 — лютий 1943)
  - генерал-лейтенант Захаров Г. Ф. (липень 1943 — червень 1944)
  - генерал-лейтенант Чанчибадзе П. Г. (червень 1944 — травень 1945)